# 簡單三殼灰介
簡單三殼灰介（学名：Tricoquimba simplex）为半花介科三殼灰介屬下的一个种。其种加词“simplex ”意为“简单的”。